# Rebecca St. James (альбом)
Rebecca St. James — второй студийный альбом американской певицы современной христианской музыки Ребекки Сент-Джеймс, выпущенный 24 января 1994 года на лейбле ForeFront Records. Альбом получил положительные отзывы критиков, занял 33-е место в чарте христианских альбомов в Billboard Top Contemporary Christian. Из альбома вышли радиосинглы «Here I Am», «Everything I Do», «Side By Side» и «We Don’t Need It».

## Отзывы
| Оценки критиков     | Оценки критиков |
| Источник            | Оценка          |
| ------------------- | --------------- |
| Allmusic            | [ 1 ]           |
| Jesus Freak Hideout | [ 6 ]           |

Альбом получил положительные отзывы от музыкальных критиков. Jesus Freak Hideout поставил альбому 4 звезды из 5, а Шон Стивенсон написал, что «В целом, пластинка Rebecca St. James хороша. Разная, но хорошая. Слушатели, привыкшие к её более резкому звучанию на более поздних записях, могут быть разочарованы, но альбом все равно стоит послушать». Эшли Киттл из Allmusic отметил, что «Компания Forefront Records выпустила дебютный проект Ребекки Сент-Джеймс под собственным названием в 1994 году. Альбом, преимущественно написанный в стиле современная христианская музыка, содержит радиосинглы Сент-Джеймс „Here I Am“ и „Side By Side“».

## Список композиций
| №   | Название                          | Автор(ы)                                                   | Длительность |
| --- | --------------------------------- | ---------------------------------------------------------- | ------------ |
| 1.  | «Here I Am»                       | Bill Deaton, Rebecca St. James, Eric Champion              | 3:52         |
| 2.  | «Everything I Do»                 | St. James, Mike Demus, Connie Harrington                   | 3:37         |
| 3.  | «Little Bit of Love»              | St. James, Deaton, Demus                                   | 3:18         |
| 4.  | «Side By Side»                    | Eddie DeGarmo, Bob Farrell                                 | 3:55         |
| 5.  | «True Love»                       | Johnny Christopher, Mike Douglas                           | 3:38         |
| 6.  | «Way Up Here»                     | DeGarmo, Farrell                                           | 3:38         |
| 7.  | «Above All Things»                | DeGarmo                                                    | 4:20         |
| 8.  | «I Thank You Lord»                | Farrell, Greg Nelson                                       | 3:52         |
| 9.  | «We Don't Need It»                | St. James, Deaton, Blair Masters                           | 4:11         |
| 10. | «Jesus Loves the Little Children» | Traditional; Additional lyrics: Bill Deaton, Blair Masters | 3:09         |